# SMS Goeben

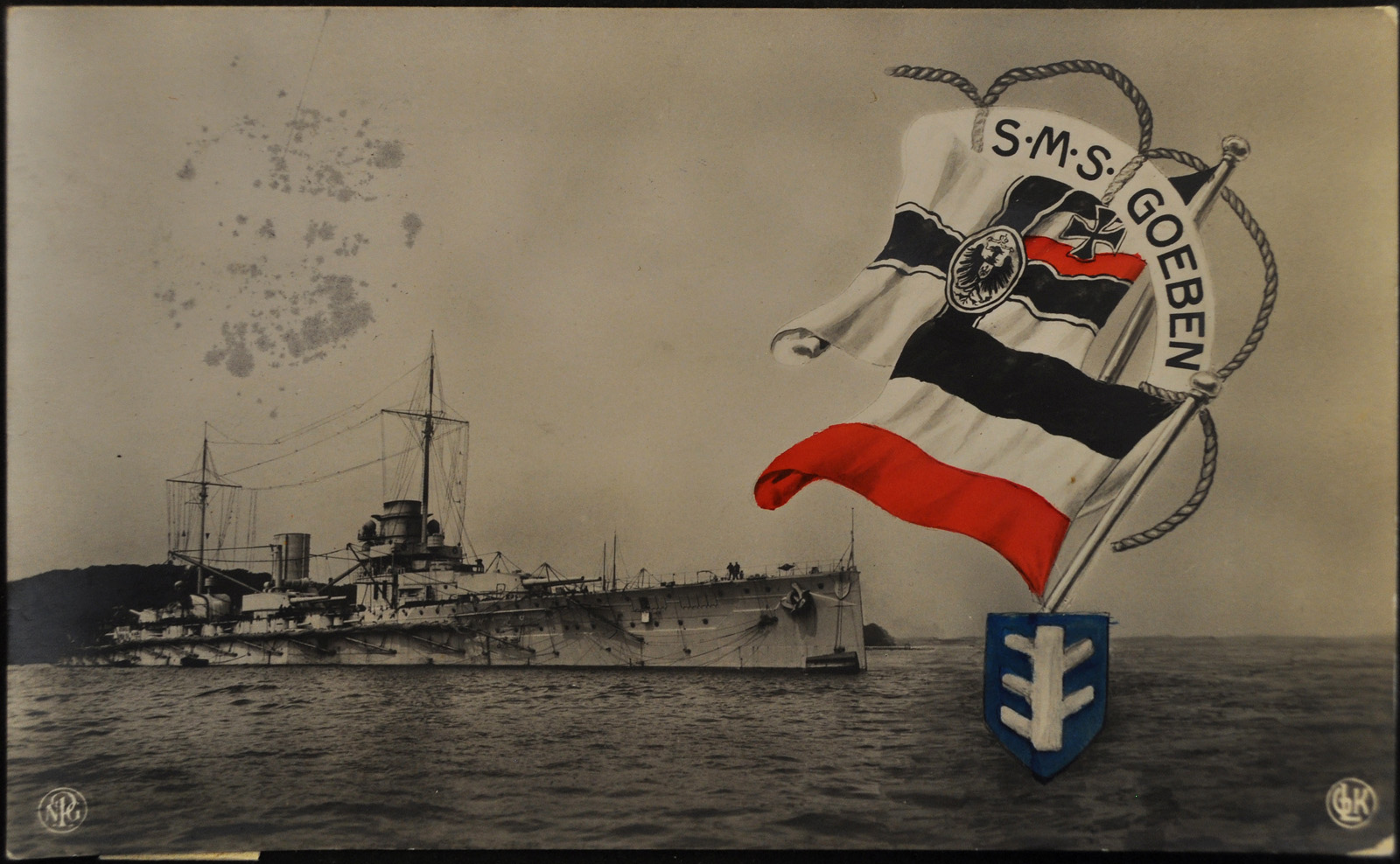
Vykort med flaggorna som användes.

SMS Goeben var en slagkryssare av Moltke-klass i den tyska kejserliga marinen. Fartyget togs i tjänst år 1911 och var namngivet efter den preussiska generalen August von Goeben. I augusti 1914 överfördes Goeben till den osmanska flottan och döptes om till TCG Yavuz Sultan Selim (efter sultan Selim I) och utnämndes till den osmanska flottans flaggskepp. År 1936 döptes hon om till TCG Yavuz och hon förblev den turkiska flottans flaggskepp fram till år 1950. Fartyget skrotades år 1973 när den tyska regeringen sa nej till ett turkiskt erbjudandet om att köpa tillbaka fartyget och bibehålla det som ett minnesmärke som det sista kvarvarande fartyget från den kejserliga tyska marinen.
Goeben är ännu det moderna krigsfartyg som har varit längst i aktiv tjänst. Fram till dess deaktivering i slutet av 1960-talet hade det varit i aktiv tjänst i över 50 år (för jämförelse: det äldsta slagskeppet av Iowaklassen, USS New Jersey (BB-62) var enbart 21 år i aktiv tjänst mellan åren 1943 och 1991).

## Jakten påGoebenochBreslau
År 1912 bestod den tyska flottans Mittelmeerdivision (Medelhavsdivision) av Goeben och den lätta kryssaren SMS Breslau under ledning av konteramiral Wilhelm Souchon. När krig bröt ut mellan Österrike-Ungern och Serbien den 28 juli 1914, befann sig Goeben och Breslau i Adriatiska havet. För att undvika att bli fångade där styrde man ut på Medelhavet. När Tyskland förklarade krig mot Frankrike den 3 augusti var Souchon positionerad utanför den nordafrikanska kusten och bombarderade de franska hamnarna Bône och Philippeville i Algeriet.
Jakten på Goeben och Breslau började den 1 augusti när förste sjölorden Winston Churchill beordrade den brittiska medelhavsflottan, kommenderad av amiral Sir Berkley Milne, att skugga de tyska fartygen och att förhindra dem från att störa de franska trupptransporterna från Algeriet till Frankrike. Souchon lyckades smita iväg från sina förföljare när han återvände till Messina. Milne erhöll oklara order som sade att han skulle undvika sammandrabbningar med överlägsna styrkor (ordern syftade på den Österrikiska flottan) och dessa förhindrade honom från att söka strid med Souchons division.
Souchon ämnade föra sina skepp till Konstantinopel, en riktning som britterna inte förutsåg. När man utlöpte Messinasundet med riktning österut var det enbart den lätta kryssaren HMS Gloucester som var i position att förfölja. Den 7 augusti drabbade Gloucester samman med Breslau och Goeben i ett försök att fördröja deras flykt, trots att hon var i underläge. Sammandrabbningen slutade med att inga träffar noterades och Gloucester fortsatte att skugga de tyska fartygen tills motorder gavs.
Souchon hade en lugn resa genom det Egeiska havet. Man fyllde på kol den 9 augusti och ankrade vid Dardanellerna den 10 augusti. Efter flera dagar av diplomatiska förhandlingar passerade Goeben och Breslau genom minbarriärerna som skyddade sundet. Fartygen överlämnades därefter till turkarna vid Konstantinopel den 16 augusti där de införlivades i den turkiska flottan. Denna diplomatiska manöver hjälpte att få det Osmanska riket med i kriget på centralstaternas sida. Goeben döptes om till Yavuz Sultan Selim och Breslau döptes om till Midilli. Trots sin nya nationalitet fortsatte fartygen att bemannas av sina tyska besättningar med den skillnaden att sjömännen nu bar en fez som officiell huvudbonad.

## Operationer i Svarta havet
Trots att man hade skrivit ett avtal med Tyskland var det Osmanska riket ännu inte i krig med Ententen. Den 28 oktober 1914 ledde Goeben en sorti in i Svarta havet och bombarderade Sevastopol och Odessa samt förstörde den ryska minsveparen Prut. Den 2 november förklarade Ryssland krig mot det Osmanska riket.
Goeben spelade ingen aktiv roll i motståndet mot de allierade sjöoperationerna vid Dardanellerna men fortsatte att operera i Svarta havet fram till 1918. Den 18 november 1914 sammandrabbade Goeben med flera ryska pre-Dreadnought-slagskepp och träffades av en 12-tums (305 mm) granat som dödade 13 man och skadade 3 av hennes besättning. Den 26 december gick Goeben på två minor vid Bosporens mynning och tog in omkring 2 000 ton vatten, vilket ledde till att hon måste repareras under flera månader.
I april 1915 sänkte Goeben två ryska handelsfartyg. Den 10 maj drabbade hon på nytt samman med ryska pre-Dreadnoughts. Goeben träffades av tre 12-tumsgranater (305 mm) men lyckades inte åsamka fienden någon skada. Den 14 november utförde den ryska ubåten Morz ett misslyckat anfall mot Goeben. 
Sent under 1915 bestod den ryska svartahavsflottan av två Dreadnoughtslagskepp av Imperatritsa Marija-klass, vilka var överlägsna Goeben i fråga om artilleri (12 x 305 mm kanoner i jämförelse mot Goebens 10 x 280 mm kanoner). De ryska fartygen hade dock en lägre hastighet (21 knop mot Goebens 24 knop (fartygets teoretiska hastighet var 28 knop, men de bristfälliga turkiska reparationerna hade förorsakat prestandaförlusten). Goeben hade två möten med dessa fartyg under 1916 i vilka ingen segrare kunde utses.  I det första, den 7 januari 1916 utkämpade Goeben en 11-minuterskamp med Imperatritsa Ekaterina Velikaja, där Goeben använde sin överlägsna hastighet för att undkomma. Tidigt i juli 1916, under ytterligare ett försök att bombardera ryska hamnar, stötte hon ihop med en överlägsen rysk flotta som även inkluderade Imperatritsa Ekaterina Velikaja. På grund av misstag av det ryska ledarskapet kunde det turkiska fartyget undkomma. De ryska slagskeppens ankomst till Svarta havet satte ridå för Goebens fortsatta operationer där.

## Imbros
Efter Dardanellerna hade britterna kvarhållit en flotta i det Egeiska havet, eftersom man väntade att Goeben och Breslau skulle göra utflykter därifrån. Den 10 januari 1918 kom de två fartygen ut från Dardanellerna och mötte de brittiska fartygen nära ön Imbros. Olyckligtvis för britterna var de två fartyg som hade möjlighet att slåss med Goeben, pre-Dreadnoughtslagskeppen HMS Agamemnon och HMS Lord Nelson, borta och återstoden av flottan, som bestod av jagare och monitorer var utklassade. I det påföljande slaget sänktes monitorerna HMS M28 (2) och HMS Raglan. De turkiska fartygen körde dock in i ett minfält; Breslau sjönk omedelbart men Goeben, som gick på tre minor och som sprang allvarligt läck lyckades ta sig tillbaka till Dardanellerna där hon sattes på grund vid the Narrows. Britterna gjorde flera försök att bombardera henne men Goeben överlevde och efter att hon åter gjorts sjöduglig den 26 januari återvände hon till Konstantinopel.

## Goebens betydelse
Goebens och Breslaus aktiviteter hjälpte att få med Turkiet i kriget på Centralmakternas sida. Turkiets direkta militära bidrag var av visst värde, men viktigast av allt var Ententens förlust av tillgången till Dardanellerna. Denna rutt var den viktigaste för Storbritannien och Frankrike för att skeppa hjälp till sina ryska allierade och för att ryssarna att skeppa ut sin spannmål, vilket var en av deras viktigaste källor för utländsk valuta. Eftersom tyskarna även blockerade östersjöhamnarna skar detta effektivt av Ryssland från resten av världen, ifall man inte räknar med de svårframkomliga och underutvecklade rutterna via Archangelsk och Vladivostok. Detta ledde till stora svårigheter att underhålla den ryska armén - vilket i sin tur ledde till att Ryssland försvagades som militär partner för de allierade.